# 5·18기념공원

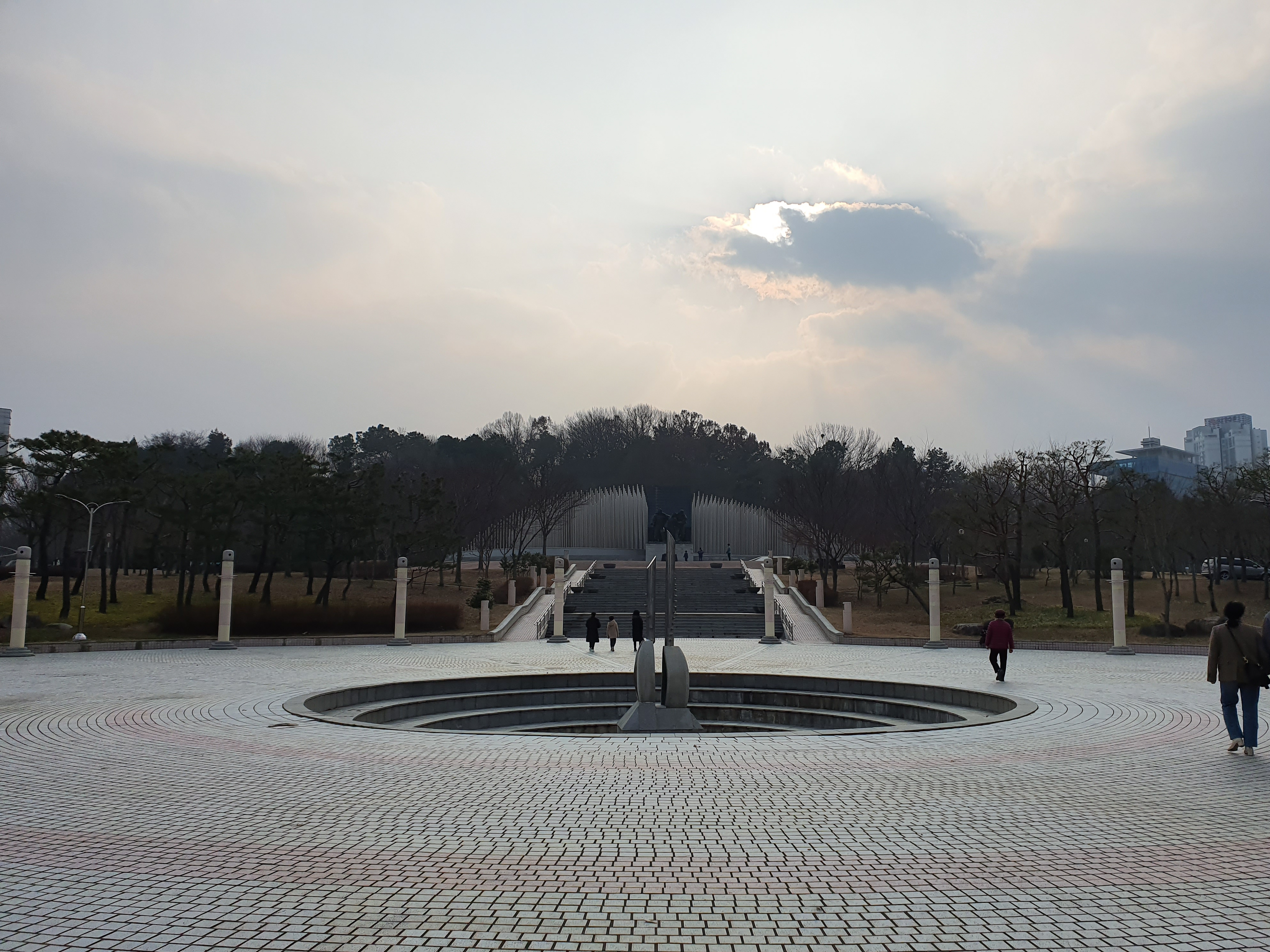
5·18기념공원

5·18기념공원은 광주광역시 서구 상무민주로 61 상무 신도심 지구내 62,000여평 부지에 조성되어 있는 공원이다. 5·18기념공원에는 국제회의장, 대공연장, 다목적실 등을 갖춘 기념문화관과 5·18상징탑, 5·18추모공간 등이 들어서 있다. 5·18 민주화 운동에 참여한 시민들이 재판을 받고 형을 살았던 군법정·영창이 이전된 후에는 망월동 5·18묘지와 연계, 민주성지 순례코스로 운영되고 있다.

## 갤러리

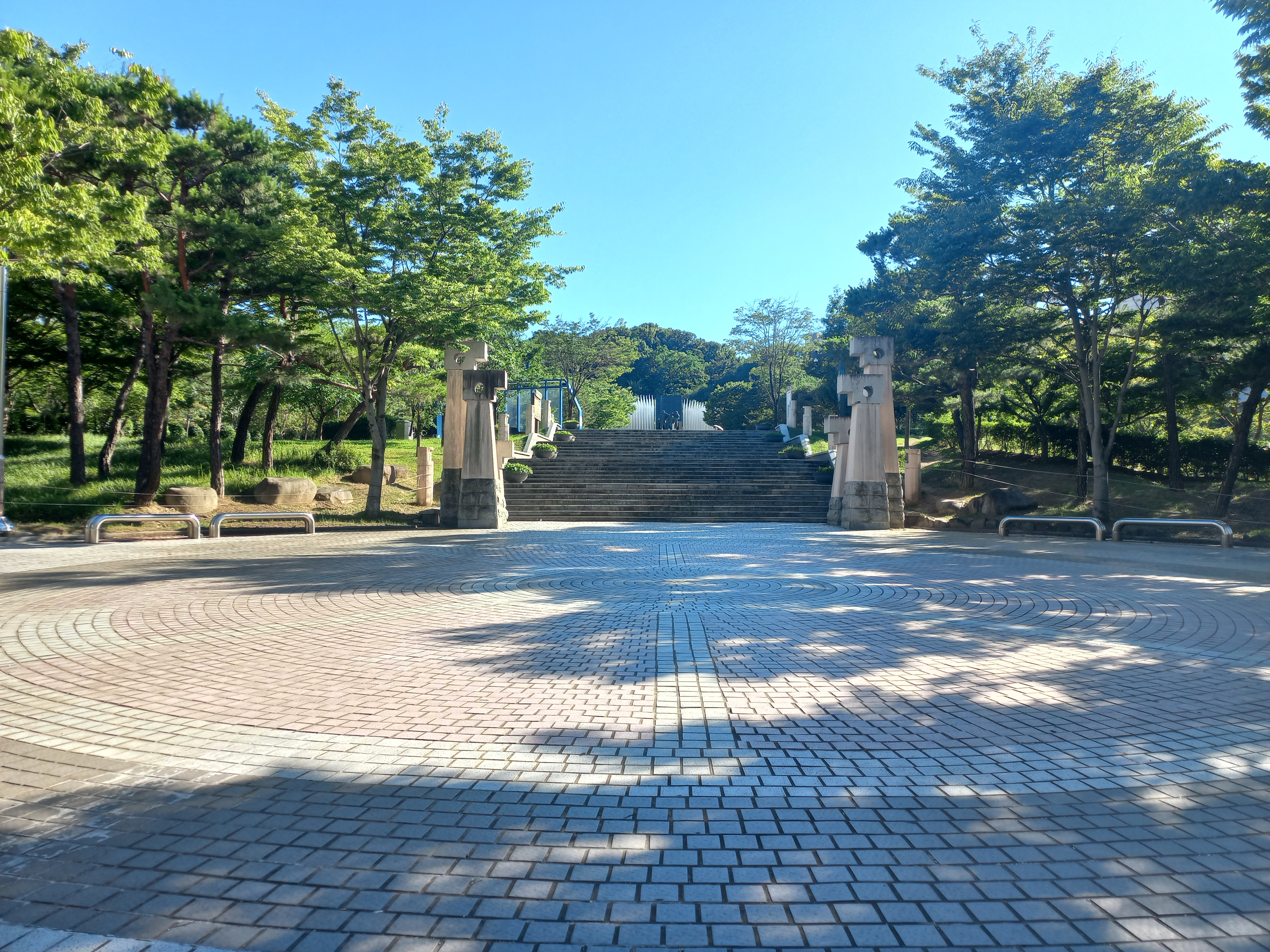
입구
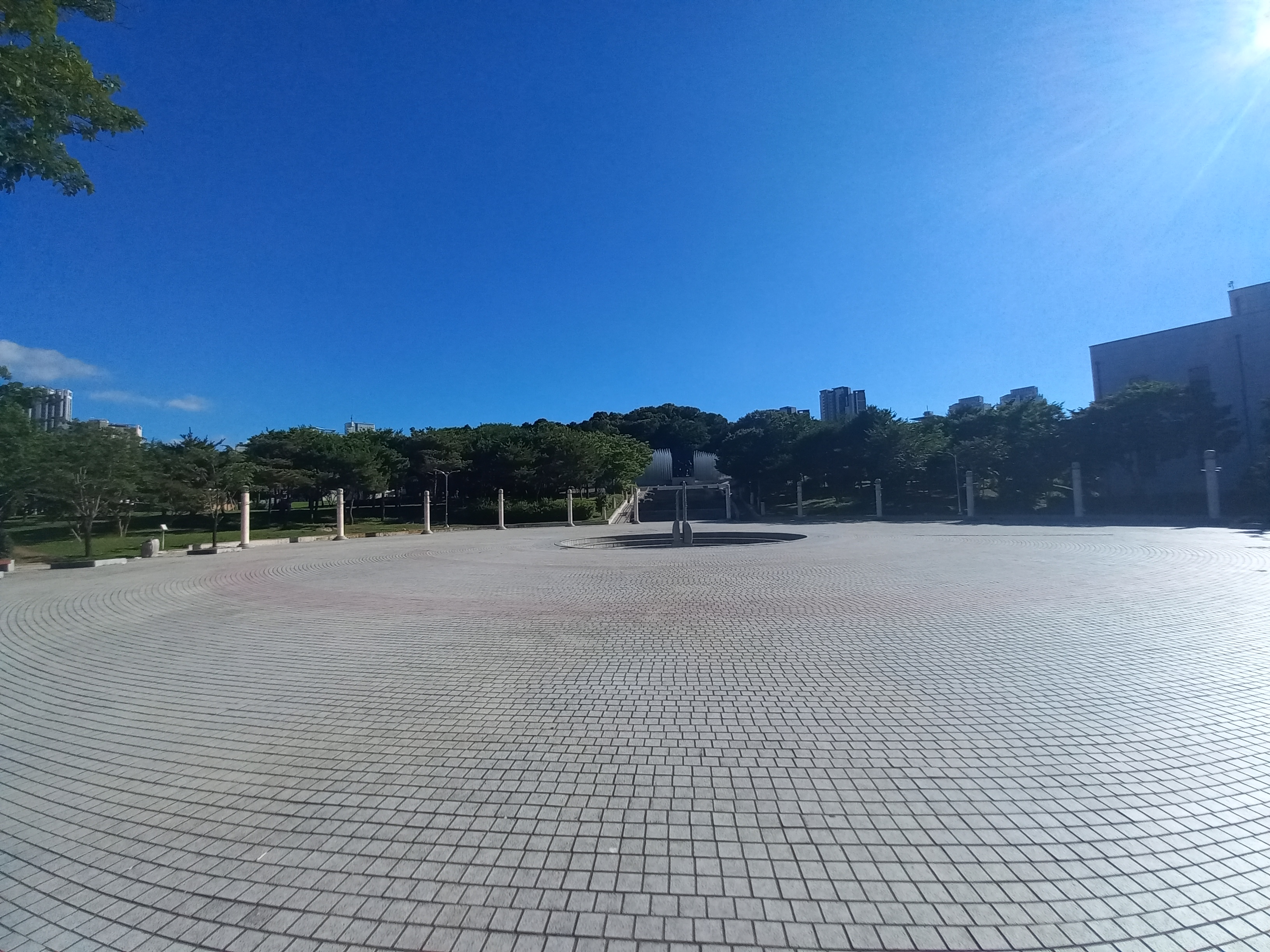
대동광장
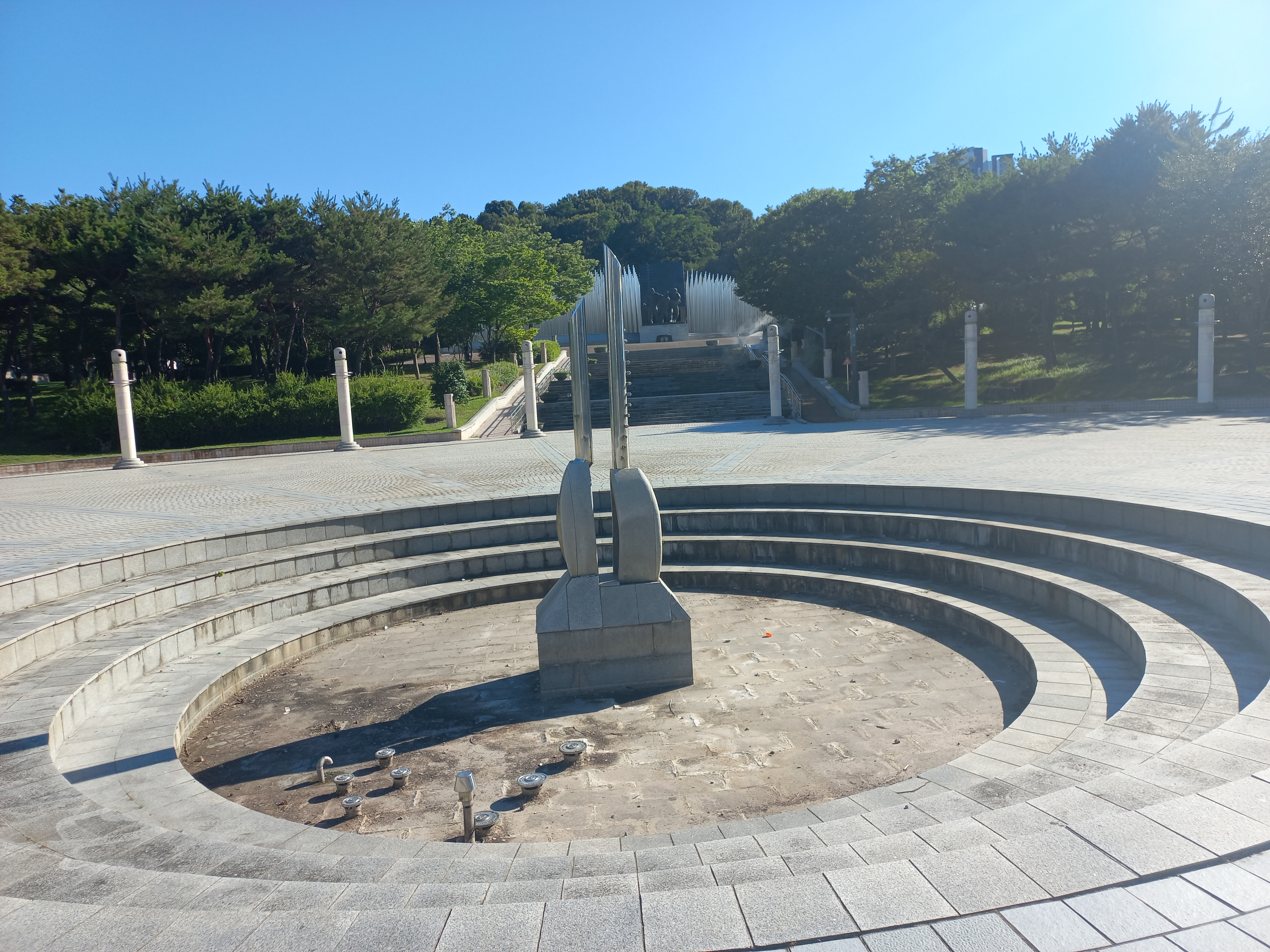
대동광장 중앙조형물